# Cooperativa de Transportes Alternativos Nova Aliança
Cooperativa de Transportes Alternativos Nova Aliança ou pela sigla CTANA foi uma cooperativa de transportes da cidade de São Paulo. A cooperativa pertencia ao Consórcio Aliança Paulistana e ao Consórcio Aliança Cooperpeople, operava nas linhas da Zona Leste da Capital.

## História
A Cooperativa Nova Aliança originalmente surgiu num período em que os motoristas estavam reivindicando a legalização do transporte alternativo. A cooperativa, fundada no inicio de 1992, com o nome de Cooperativa Popular de Transporte de Passageiros (Cooperleste).  só foi oficializada em outubro, com a publicação de um decreto municipal criando as linhas Vila Formosa x Aeroporto e Jardim Guaicara x Vila Mariana.
Em 1994, surgiu a Cooperativa Nova Aliança (CTANA) operando somente na área 4, apelidada de "Nova Aliança 4", usando o logotipo da Transcooper, como parte do consórcio, e também a empresa era titulada como "Transcooper Aliança". E ela foi estendida para as áreas 3 e 5 em 2006.
A CTANA passou por mudanças, sendo que partes da área 4 foram assumidas pela Associação Paulistana (que se tornou a Transunião Transportes S.A.) e pela Cooper Paulistana (que se tornou a Allibus Transportes). 
A área 4, que fazia parte da CTANA, foi transformada na Express Transportes Urbanos, após a Empresa de Transportes Coletivos Novo Horizonte e Viação Itaquera Brasil se tornarem uma formada de uma reestruturação essa empresa. 
Nas áreas 3 e 5, a CTANA se tornou a Imperial Transportes Urbanos em 2015, com a aquisição de novos ônibus. A Imperial Transportes enfrentou problemas como dívidas e pendências, e até mesmo em relações com o INESS, sendo incorporada pela Transunião Transportes S.A. em 2019.
Em resumo, a CTANA foi uma cooperativa que deu origem a duas empresas de ônibus, a Express Transportes Urbanos e a Imperial Transportes Urbanos, que, por sua vez, foi incorporada pela Transunião (originada da Associação Paulistana). 

## Lotes e Garagens
- Cooperativa Nova Aliança / "Nova Aliança 3" (Consórcio Aliança Paulistana) - Lote 3 4xxx (Imperial Transportes Urbanos)
- Cooperativa Nova Aliança / "Nova Aliança 4" (Consórcio Transcooper/Consórcio 4Leste) - Lote 4 4xxx (Express Transportes Urbanos)
- Cooperativa Nova Aliança / "Nova Aliança 5" (Consórcio Aliança People) - Lote 5 4xxx (Imperial Transportes Urbanos)